# Saint-Siméon-de-Bressieux
Saint-Siméon-de-Bressieux – miejscowość i gmina we Francji, w regionie Owernia-Rodan-Alpy, w departamencie Isère.
Według danych na rok 1990 gminę zamieszkiwało 2437 osób, a gęstość zaludnienia wynosiła 130 osób/km² (wśród 2880 gmin regionu Rodan-Alpy Saint-Siméon-de-Bressieux plasuje się na 361. miejscu pod względem liczby ludności, natomiast pod względem powierzchni na miejscu 558.).